# Bernhard Heising
Bernhard Heising (* 23. August 1865 in Wiedenbrück; † 29. Dezember 1903 in Berlin) war ein deutscher Bildhauer.

## Leben

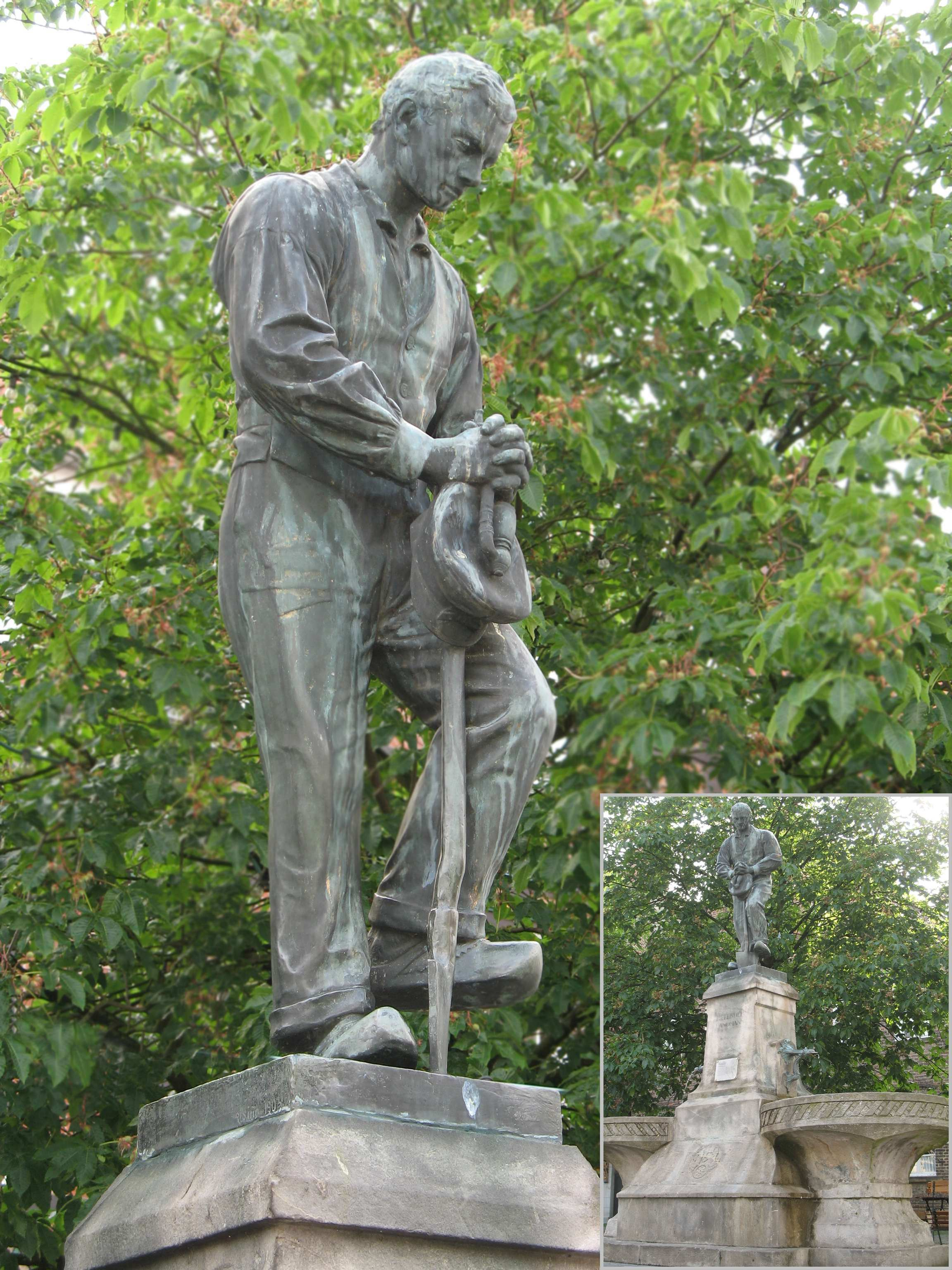
Betender Arbeiter

Bernhard Heising, Bildhauer, wurde in Wiedenbrück (Westfalen) als zweiter Sohn der Eheleute Wilhelm Heising (Blaufärber) und Elisabeth Schwarzer geboren. Nach dem Besuch der Volksschule lernte er mit vierzehn Jahren die Bildhauerei bei heimischen Künstlern wie Christoph Siebe (1849–1912) und Anton Mormann (1851–1940). Er wurde von 1884 bis 1886 in Münster Mitarbeiter des Künstlers Heinrich Fleige (1840–1890). Von dort ging Heising nach Berlin, bevor er 1887 als Werkstudent nach Freising ging. Ab Herbst 1889 besuchte er die Münchener Kunstakademie. Wilhelm von Rümann (1850–1906) wurde sein bevorzugter Lehrer. Als Nicht-Bayer blieben ihm trotz bester Zeugnisse jegliche Stipendien versagt, deshalb ging er im Herbst 1891 nach Berlin. Besondere Förderung erfuhr er durch Gerhard Janensch (1860–1933) und durch Anton von Werner (1843–1915), den Direktor der Unterrichtsanstalt Akademische Hochschule für bildende Künste, kurz „Bauakademie“ genannt (einer Abteilung der Königlichen Akademie der Künste, gegründet 1696). Im Frühjahr 1896 gewann er mit seiner Großplastik Heimkehr des verlorenen Sohnes den Wettbewerb zur Zweihundertjahrfeier der Akademie. Im Herbst bereiste er mit dem Preisgeld (3.300 Goldmark) für ein knappes Jahr Italien, verweilte in Florenz, Rom, Neapel und Sizilien und gründete, im August 1897 nach Berlin zurückgekehrt, in Wilmersdorf seine Werkstatt. Neben dem Schaffen eigener Werke arbeitete er auch für Reinhold Begas (1831–1911), welcher seine Kunst sehr schätzte. Daher vertraute er seiner Meisterschaft in der Personendarstellung Einzelaufgaben beim Bismarckdenkmal und bei der Siegesallee an, wie er auch Heisings guten Freund August Gaul (gebändigter Tiger) und Ludwig Cauer (Brunnengruppen) um ihre helfende Hand gebeten hat. Trotz verschiedener Kunstauffassung blieb er Bernhard Heising stets freundschaftlich verbunden.
Im Frühjahr 1898 brachte Heising einen weiblichen Bronzekopf, „Roma“, auf die Große Berliner Ausstellung. Der am 2. Mai 1898 gegründeten Berliner Secession trat er sogleich bei und steuerte eigene Werke zu ihren Ausstellungen bei, „Lotse“ (1902), „Wächter“ (1903). Für den Westfälischen Bauernverein schuf er 1902 das überlebensgroße Bronzestandbild seines Gründers, des Burghard Freiherr von Schorlemer-Alst, das vor dem Landeshaus in Münster aufgestellt wurde, jedoch im Zweiten Weltkrieg verloren ging. (Das Gipsmodell zur Ausschreibung mit über 20 Bewerbern ist als Leihgabe im Besitz des Wiedenbrücker Schule Museum.) 
Für seine Vaterstadt Wiedenbrück, heute Rheda-Wiedenbrück, im Auftrag des ehemaligen dortigen Landrats Ernst Osterrath (1851–1925), konnte er 1903 das Bronzestandbild „Betender Arbeiter“, auch „Betender Landmann“ genannt (siehe Rheda-Wiedenbrück 4.7: Skulpturen, Sehenswürdigkeiten), trotz einer schweren Lungenkrankheit noch fertigstellen, musste jedoch der Enthüllungsfeier auf dem Wiedenbrücker Marktplatz am 1. November 1903 fernbleiben und verstarb am 29. Dezember 1903 im Hedwigskrankenhaus zu Berlin-Friedenau. 
Er wurde am 1. Januar 1904 auf dem Friedhof der St. Matthias-Gemeinde, Röblingstraße 32, beigesetzt. Bernhard Heising hinterließ seine Ehefrau Helene, geborene Sittler (1866–1941), und zwei künstlerisch begabte Söhne, Wilhelm (1897–1980) und Fritz (1899–1918). Fritz fiel kurz vor Kriegsende am 30. September 1918 bei Cambrai in Frankreich.

## Werkkatalog
Beim verheerenden Bombenangriff auf Münster in Westfalen wurde am 3. Oktober 1944 auch das Haus seines Bruders Johannes Heising in der Georgstraße Nr. 6 völlig zerstört. So gingen Dokumente, Urkunden, Aufzeichnungen, Entwürfe, Skizzen in Flammen auf, auch das große Modell des „Schorlemers“ konnte nicht gerettet werden. Gipsmodelle, die vorher von seinem Sohn Wilhelm in Sicherheit gebracht werden konnten, sind im Folgenden aufgeführt. Sie befinden sich zum großen Teil zusammen mit Bronzeabgüssen als Leihgabe im Wiedenbrücker Schule Museum.

### 1. Großbronzen
- 1896 Heimkehr des verlorenen Sohnes (Bronze), Museum Albertinum Dresden (1900 auf der Pariser Weltausstellung gezeigt, heute vor der Hoffnungskirche Dresden - Löbtau).
- 1902 Dr. Burghard Freiherr von Schorlemer-Alst (Bronze), Denkmal in Münster, gestiftet vom Westfälischen Bauern-Verein (im Zweiten Weltkrieg eingeschmolzen).
- 1903 Betender Arbeiter (Bronze), Denkmal auf dem Marktplatz von Wiedenbrück, gestiftet von Landrat Ernst Osterrath.

### 2. Plastiken
- o. J. Weiblicher Akt, Gips-Original
- 1896 Ceres-Allegorie, Gips-Original
- 1897 Büste eines Knaben, „Florentiner“, Gips-Original
- 1898 „Roma“, weibliche Büste, Bronze-Original (Große Berliner Ausstellung)
- 1902 Lotse (Bronze), Bronze-Original (Berliner Sezession) – verschollen
- 1902 Max, Baby-Kopf, Ton / Bronzeguss
- 1903 Wächter, Bronze-Original (Berliner Sezession)
- 1903 Gruppe Hockendes Weib, Gips-Original

### 3. Reliefs
- 1888 Bernard Schwarzer, Gips-Original
- 1896 Pontifex maximus, Gips-Original
- 1898 Ehejubiläumsmedaille, Bronze-Original
- 1898 Taufmedaille, Bronze-Original
- 1903 Portrait Frauenkopf, Gips-Original

### 4. Modelle
der Bewerbungen für die Ausschreibungen.
- 1. o. J. B. v. Schorlemer-Alst, Gips-Original
- 2. 1903 Betender Arbeiter, Gips-Original
- 3. 1903 Betender Arbeiter, Großes Modell für den Bronzeguss, Gips-Original

### 5. Werk in Stein
- ca. 1880 Agathenstandbild, Kath. Pfarrkirche St. Aegidius zu Wiedenbrück.

### 6. Werke in Holz
- 1897 Madonna mit Kind 1897, Linde.
- o. J. Kruzifix, verzierte Balkenenden, Eiche.

### 7. Zeichnungen
- 1886 Knabe mit Hut, Kohle.
- 1903 Selbstbildnis, Kohle.
- o. J. Mutter des Künstlers, Bleistiftskizze.

### 8. Verschollen, nur in der Literatur erwähnt
- 1895 Jagdgruppe
- o. J. Fischer

### 9. Manuskript
In fünf Heften:
- Stilgeschichte der Architektur und des Ornamentes, Berlin 1898 (Entwurf einer Habilitationsschrift, da Heising Aussicht auf eine Professur hatte.)

## Auszeichnungen
Auf der Pariser Weltausstellung 1900 erhielt Heising die Große Silberne Medaille zuerkannt. 1901 gewährte ihm die Dresdner Kunstausstellung die Goldene Plakette.